# San Carlos (del av en befolkad plats)
San Carlos eller San Carlos de Tenerife är en del av en befolkad plats i Dominikanska republiken.   Den ligger i provinsen Santo Domingo, i den sydöstra delen av landet, 10 km öster om huvudstaden Santo Domingo. San Carlos ligger 50 meter över havet och antalet invånare är 13 456.
Terrängen runt San Carlos är platt. Havet är nära San Carlos åt sydost.  Närmaste större samhälle är Santo Domingo, 9,5 km väster om San Carlos. Runt San Carlos är det i huvudsak tätbebyggt.